# Olimpíada d'escacs de 1936
L'Olimpíada d'escacs de 1936 va ser organitzada per la Federació d'Escacs d'Alemanya (Grossdeutscher Schachbund) com a complement dels Jocs Olímpics d'Estiu de 1936 a Berlín amb referència als esdeveniments de 1924 i 1928.
La posició de FIDE pel que fa a l'Olímpiada de Múnic va ser extret de les pàgines 10–11 del Congrés de Varsòvia a l'agost de 1935. Però atès que parts dels estatuts de la Federació d'Escacs d'Alemanya eren anti-semítics, la FIDE no podia tenir cap implicació en aquesta Olimpíada d'Escacs. Aleshores, mentre Alemanya va acordar, per aquell esdeveniment, treure la prohibició dels jueus, l'assemblea General de la FIDE va votar per deixar que les Federacions decidissin lliurement si participar-hi o no. Finalment, molts els escaquistes jueus varen participar en l'esdeveniment. Significativament, els "equips" jueus d'Hongria (i.e. Lajos Steiner, Endre Steiner, László Szabó, Ernő Gereben, Kornél Havasi) i Polònia (i.e. Paulino Frydman, Miguel Najdorf, Henryk Friedman, Leon Kremer, Henryk Pogorieły) varen batre l'Alemanya "Ària". També els mestres jueus d'altres països varen jugar en posicions capdavanteres com per exemple Movsas Feigins, Gunnar Friedemann, Imre König, Lodewijk Prins, Isakas Vistaneckis, Emil Zinner, i d'altres.
El Schach-Olympia 1936 va tenir lloc a Múnic entre el 17 d'agost i l'1 de setembre de 1936. En aquella extra-Olimpíada (no oficial per la FIDE), hi varen participar 208 jugadors, representant a 21 països, i es varen jugar 1680 partides. Aquesta Olimpíada no oficial va ser la competició per equip més gran que fins aleshores no s'havia fet.

## Resultats

### Final
| #  | País           | Punts |
| -- | -------------- | ----- |
| 1  | Hongria        | 110.5 |
| 2  | Polònia        | 108   |
| 3  | Alemanya       | 106.5 |
| 4  | Iugoslàvia     | 104.5 |
| 5  | Txecoslovàquia | 104   |
| 6  | Letònia        | 96.5  |
| 7  | Àustria        | 95    |
| 8  | Suècia         | 94    |
| 9  | Dinamarca      | 91.5  |
| 10 | Estònia        | 90    |
| 11 | Lituània       | 77.5  |
| 12 | Finlàndia      | 75    |
| 13 | Països Baixos  | 71.5  |
| 14 | Romania        | 68    |
| 15 | Noruega        | 64.5  |
| 16 | Brasil         | 63    |
| 17 | Suïssa         | 61.5  |
| 18 | Itàlia         | 59    |
| 19 | Islàndia       | 57.5  |
| 20 | França         | 43.5  |
| 21 | Bulgària       | 38.5  |

### Medalles per equips
| # | País       | Jugadors |
| - | ---------- | --- |
| 1 | Hongria ·  | Géza Maróczy, Lajos Steiner, Endre Steiner, Kornél Havasi, László Szabó, Gedeon Barcza, Árpád Vajda, Ernő Gereben, János Balogh, Imre Kóródy Keresztély                                |
| 2 | Polònia    | Paulin Frydman, Mieczysław Najdorf, Teodor Regedzińesquí, Kazimierz Makarczyk, Henryk Friedman, Leon Kremer, Henryk Pogorieły, Antoni Wojciechowski, Franciszek Sulik, Jerzy Jagielski |
| 3 | Alemanya · | Kurt Richter, Carl Ahues, Ludwig Engels, Carl Carls, Ludwig Rellstab, Fritz Sämisch, Ludwig Rödl, Herbert Heinicke, Wilhelm Ernst, Paul Michel                                         |

### Medalles individuals
| # Tauler  | Jugador            | País           | Punts | Jocs | %    |
| --------- | ------------------ | -------------- | ----- | ---- | ---- |
| 1         | Paul Keres         | Estònia        | 15.5  | 20   | 77.5 |
| 1         | Vasja Pirc         | Iugoslàvia     | 12    | 17   | 70.6 |
| 1         | Gideon Ståhlberg   | Suècia         | 11.5  | 17   | 67.6 |
| 2         | Mieczysław Najdorf | Polònia        | 16    | 20   | 80.0 |
| 2         | Lajos Steiner      | Hongria        | 15.5  | 20   | 77.5 |
| 2         | Albert Becker      | Àustria        | 13.5  | 18   | 75.0 |
| 3         | Bjørn Nielsen      | Dinamarca      | 11.5  | 15   | 76.7 |
| 3         | Movsas Feigins     | Letònia        | 14.5  | 19   | 76.3 |
| 3         | Emil Zinner        | Txecoslovàquia | 14.5  | 20   | 72.5 |
| 4         | Karel Hromádka     | Txecoslovàquia | 14    | 20   | 70.0 |
| 4         | Gösta Danielsson   | Suècia         | 13.5  | 20   | 67.5 |
| 4         | Markas Luckis      | Lituània       | 13.5  | 20   | 67.5 |
| 5         | László Szabó       | Hongria        | 16.5  | 19   | 86.8 |
| 5         | Henryk Friedman    | Polònia        | 15.5  | 20   | 77.5 |
| 5         | Ludwig Rellstab    | Alemanya       | 12    | 17   | 70.6 |
| 6         | Borislav Kostić    | Iugoslàvia     | 16    | 19   | 84.2 |
| 6         | Leon Kremer        | Polònia        | 15    | 20   | 75.0 |
| 6         | Feliks Villard     | Estònia        | 13    | 19   | 68.4 |
| 7         | Ludwig Rödl        | Alemanya       | 11    | 6    | 68.8 |
| 7         | Alfred Christensen | Dinamarca      | 13    | 19   | 68.4 |
| 7         | Henryk Pogorieły   | Polònia        | 13.5  | 20   | 67.5 |
| 8         | Wolfgang Weil      | Àustria        | 12.5  | 17   | 73.5 |
| 8         | Herbert Heinicke   | Alemanya       | 13    | 18   | 72.2 |
| 8         | Karlis Ozols       | Letònia        | 10.5  | 15   | 70.0 |
| 1 reserva | František Zíta     | Txecoslovàquia | 7.5   | 11   | 68.2 |
| 1 reserva | Wilhelm Ernst      | Alemanya       | 9.5   | 14   | 67.9 |
| 1 reserva | János Balogh       | Hongria        | 8.5   | 13   | 65.4 |
| 2 reserva | Ozren Nedeljković  | Iugoslàvia     | 8     | 10   | 80.0 |
| 2 reserva | Paul Michel        | Alemanya       | 9.5   | 12   | 79.2 |
| 2 reserva | Bertil Sundberg    | Suècia         | 10.5  | 15   | 70.0 |